# Monte Calvo
Monte Calvo – szczyt w Apeninach. Leży w południowych Włoszech w regionie Apulia. Jest to najwyższy szczyt na Półwyspie Gargano. Ma 1065 m wysokości m n.p.m.